# Bombardier Transportation Italy
Bombardier Transportation Italy, anciennement Tecnomasio Italiano puis Daimler-Chrysler Rail Systems Italia était une entreprise italienne fondée en 1871 à Milan, filiale du constructeur canadien Bombardier Transport, lui-même racheté en 2021 par le groupe français Alstom. Elle disparaît au profit de la filiale d'Alstom en Italie, Alstom Ferroviaria.
Tecnomasio est une entreprise mécanique italienne spécialisée dans le secteur ferroviaire, la conception et la construction de trains, trams, matériel roulant, appareils de signalisation et de sécurité. Cette société a fusionné avec la filiale italienne du constructeur canadien Bombardier.

## Histoire

### 1871: création de l'entreprise Tecnomasio à Milan
Tecnomasio Italiano a été créée en 1871 à Milan pour fabriquer des moteurs électriques et des générateurs de courant électrique.
En 1903, Tecnomasio Italiano est racheté par la société suisse Brown Boveri et devient "TIBB - Tecnomasio Italiano Brown Boveri" et connait une forte croissance dans la production ferroviaire et des trams grâce à la conquête de nombreux marchés à d'exportation.
Parallèlement, en 1905, à Vado Ligure la nouvelle usine construite par la « Società Italiana Westinghouse » sur le site de « Officine di Vado Ligure » commence la construction d'une nouvelle génération de locomotives FS E.550 à courant triphasé, surnommée "mulo dei Giovi" - mulet des Giovi, qui sera la locomotive reconnue partout pour ses extraordinaires capacités à tracter des convois très lourds à vitesse constante sur la difficile voie ferrée du col des Giovi, sur les hauteurs de Gênes. Modèle:Révérence nécessaire à avoir été créée spécialement pour la construction de locomotives électriques conçue par l'architecte Kalman Kando.
En 1919, l'usine de Vado Ligure est rachetée par Tecnomasio qui poursuivra la fabrication des prestigieuses réalisations précédentes ainsi que des différents types de locomotives très innovantes, destinées principalement aux FS Ferrovie dello Stato Italiane comme les 16 locomotives triphasées FS E.330.
En 1926, TIBB-Tecnomasio Italiano-Brown Boveri fut associée à la société SAE pour l'électrification en courant alternatif triphasé de la ligne du col du Brenner entre Trente et Innsbruck.
Durant cette période, le système d'alimentation électrique ferroviaire s'orientait plutôt vers le courant continu. Tecnomasio conçu et fabriqua à Vado Ligure les 4 locomotives prototypes FS E.625 qui seront les précurseurs de l'ensemble du matériel de traction italien en courant continu comme les très fameuses FS E.626[réf. nécessaire]. L'activité ne se limitait toutefois pas à la construction de locomotives mais aussi aux autres moyens de transport en commun urbain.
Après la seconde guerre mondiale, apparaîtront les locomotives FS E.636, en 1957, les locomotives FS E.646 et FS E.645. De même l'usine équipera les automotrices ALe 840 pour pouvoir circuler indifféremment sur des lignes en alternatif triphasé ou à courant continu. Tecnomasio participera également aux projets des locomotives FS E.633 et FS E.652 ainsi qu'à la fourniture des matériels des métros de Rome et Milan.

### 1988: TIBB-Tecnomasio Italiano-Brown Boveri devient ABB Tecnomasio
Au cours de ces dernières années, des modifications importantes sont intervenues dans la structure du groupe.
En 1988, à la suite de la fusion entre Asea et Brown Boveri, qui ont formé le groupe ABB, l'entreprise est renommée "ABB Tecnomasio".

### 1996: fusion avec Adtranz, puis Daimler-Chrysler
En 1996, ABB Tecnomasio devient ABB-Daimler Benz Transportation-Adtranz Italy.
En 1999, l'ensemble devient Daimler-Chrysler Rail Systems Italia.

### 2001: rachat par Bombardier
En mai 2001, le groupe Daimler-Chrysler Rail Systems Italia devient Bombardier Transportation Italy lors de son rachat par le canadien Bombardier.
En 2021, le groupe canadien Bombardier Transport est racheté par le constructeur français Alstom.

## Les plus importantes réalisations
Locomotives triphasé :
- FS E.550
- FS E.330

Locomotives à courant continu :
- FS E.424
- FS E.626